# Cavazzói-tó
A Cavazzói-tó (olaszul: Lago di Cavazzo vagy „a három község tava” (olaszul: Lago dei Tre Comuni), friuli nyelven Lât di Cjavaç, egy természetes tó Észak-Olaszországban, Friuli-Venezia Giulia régióban, Udine megyében, a Karni-Alpok és a Júliai-Alpok között, a Tagliamento folyó nagy kanyarulatát szegélyező alacsony hegyek között.

## Fekvése
A tó Friuli-Venezia Giulia régió legnagyobb természetes tava, felszínének területe 1.18 km². Kerülete 6,5 km, hosszúsága 2,25 km, legnagyobb szélessége 800 méter. Átlagos mélysége 12 méter, a legmélyebb helyen 40 méter. A Tagliamento folyó felső (hegyi) szakaszának végénél fekszik, Tolmezzo és Gemona del Friuli között, ahol a Karni-Alpok hegyei közül érkező folyó nagy kanyart ír le. A nyugat-keleti tektonikai törésvonalból kilépve jobbra (délnek) fordul, és az udinei síkságon folyik tovább. A folyókanyar egy dombcsoportot ölel körül, ennek egy észak-déli nyílású hosszú völgyében, a folyótól délre fekszik a Cavazzói-tó. A tó völgyét a Tagliamento folyó völgyétől északon egy kavicskő-lerakódásból álló, hosszú dombhát választja el.
A tavat nyugaton a Faèit-hegy (1614 m), keleten a Simeone-hegy (1505 m) tömbjei fogják közre. Területén három község osztozik: Északon és nyugaton Cavazzo Carnico, keleten Bordano, délen Trasaghis. A tó hivatalos nevét (Lago di Cavazzo) a legnagyobb parti községről, Cavazzóról kapta. A köznyelvben nevezik a „három község tavának” is (Lago dei Tre Comuni). Ezt az elnevezést 1948-ban hivatalos névnek javasolták, de Cavazzo Carnico önkormányzata ezt visszautasította.

## Keletkezése
A Karni-Alpok délnyugati előhegyei között az utolsó jégkorszak idején gleccservájta völgy keletkezett, ez képezte a későbbi medrét. Ebben a völgyben kezdetben a Tagliamanto egyik mellékága folyt. Később a tó völgyét északon kavicskő (konglomerátum) feltöltődés rekesztette el a Tagliamento folyó völgyétől. A Karni-Alpokból érkező, addig a  Tagliamentóba torkolló patakok ezután a tó völgyét táplálták.

## Hadtörténelme
Az első világháború előestéjén az olasz hadvezetés – a Tirol felől várt osztrák támadások kivédésére – a Tagliamento folyó felső szakaszán felépítette az „Alto Tagliamento” erődláncot. Ennek egyik tagját az 1050 m magas Festa-hegyre telepítették, a tótól északkeletre, a Cavazzói-tó és a Karni-medence (conca di Carnia) között. A Fortezza del Monte Festa 1917. október 30. és november 17. között, a caporettói áttörés utáni védelmi harcban jutott szerephez. Nehéztüzérsége fedezetet nyújtott az Isonzó felől visszavonuló vert olasz csapatoknak, és átmenetileg fékezni tudta a Tagliamento hídjai (Avons, Braulins) felé törő osztrák–magyar–német csapatok mozgását. Amikor az olasz hadvezetés elrendelte az általános visszavonulást a Piave mögé, ezt az erődöt is kiürítették.
A második világháború végén, 1944 júliusa és 1945 májusa között a Verzegnis és Cavazzo közötti vidéket az „Atamán hadművelet” keretében a Wehrmachttal kollaboráló orosz kozák hadosztály szállta meg, Pjotr Krasznov altábornagy parancsnoksága alatt. Partizánvadász hadműveleteiket a brit–amerikai szövetséges csapatok közeledéséig folytatták, ekkor visszavonultak Ausztriába. Megadták magukat a briteknek, akik ígéretük ellenére Lienzben kiszolgáltatták őket a Vörös Hadseregnek. Krasznovot és tiszttársait kivégezték, a legénységet internálták.
Mindhárom település súlyos károkat szenvedett az 1976. május 6-i friuli földrengés során. A mentésben és helyreállításban tanúsított helytállásért a községek állami elismerő kitüntetést (Medaglia al Merito Civile) kaptak.

## Vízrendszerének átalakítása
1957-ben a Cavazzói-tótól mintegy 20 km-re nyugatra, Verzegnisnél felduzzasztották az Ambiesta (vagy Dimbiesta) nevű hegyi patakot, létrehozva a Verzegnisi-tavat (407 m tszf. magasságban). A 195 méteren fekvő Cavazzói-tavat ma a duzzasztott tó vízével táplálják. A víz részben egy 8.5 km hosszú sziklába vágott üzemvíz-alagúton át, részben a felszínen, a Leale patak kaszkádos medrében jut el a tóba.
A Cavazzói-tótól északra, Somplago községnél 166 megawattos vízerőművet építettek.  Az építkezés a tó természeti viszonyait jelentősen megváltoztatta. A tóba közvetlenül érkező alpesi víz hőmérséklete csak +10 °C, ez lehűti a tó vizét, és nehezíti a tóban élő őshonos állat- és növényfajok életfeltételeit.
A tóból déli irányban távozó patak a Tagliamento folyóba ömlik.

## Növény- és állatvilága
A tó déli medencéjének partvidékét sűrű nádas borítja, ez sok halfaj élőhelye (ponty, compó, angolna, szélhajtó küsz domolykó, folyami sügér, fürge cselle, tüskés pikó, pisztráng, szivárványos pisztráng). Az itt fészkelő madárfajták: bölömbika, törpegém, tőkés réce, vízityúk és jégmadár. Madárvonulás idején csörgő réce, böjti réce, kanalas réce, vetési lúd és nyílfarkú réce is megjelenik a tavon. A partvidéken puffogó vipera is él, ez elterjedésének legnyugatibb határa.

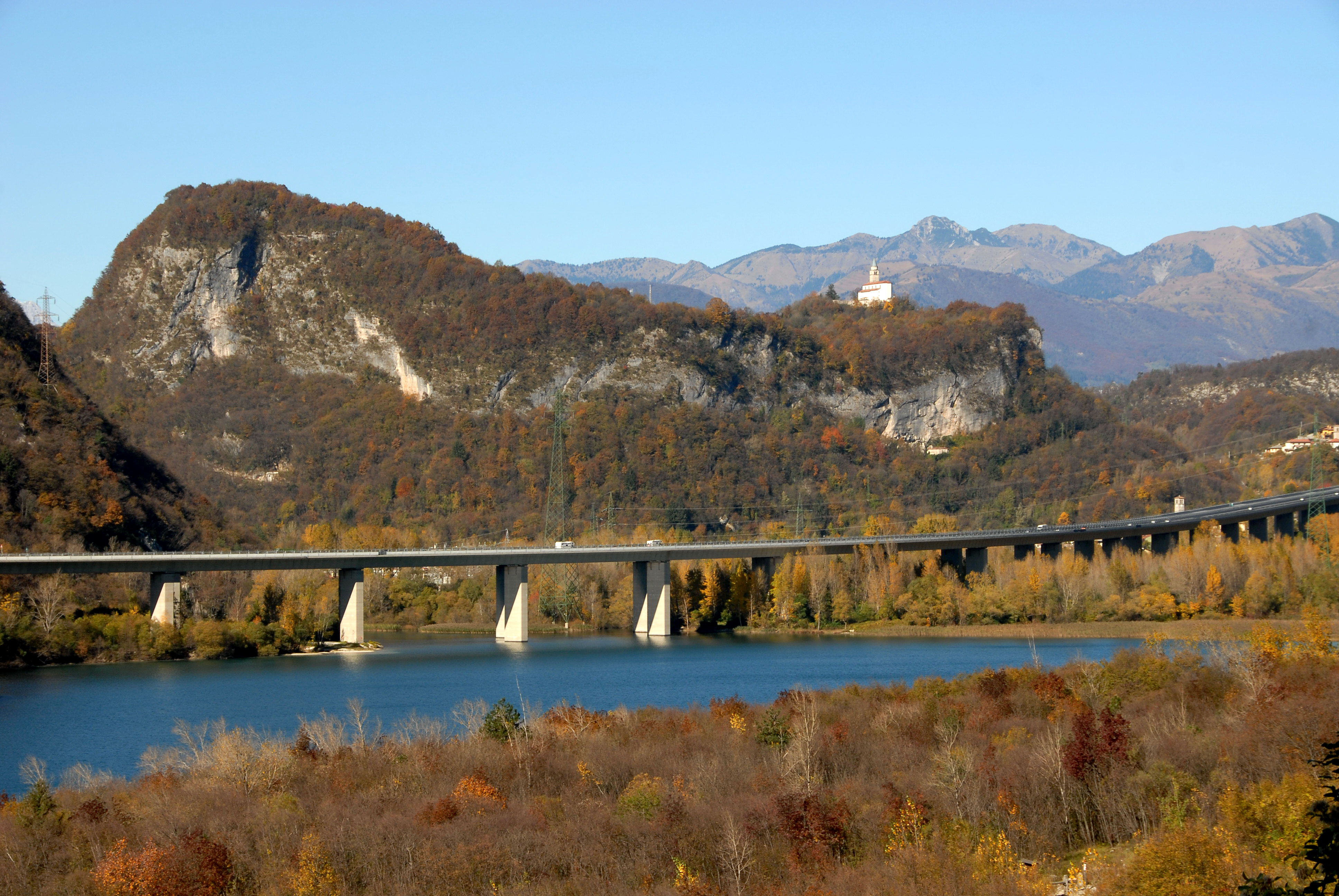
Az A23-as autópálya hídja a tó északnyugati medencéje fölött

## Közlekedés, turizmus
A tavat a part mentén futó, aszfaltozott közúton (SR512 sz.) lehet megkerülni, az útról szép kilátás nyílik a tóra és a környező hegyekre. Az olasz A23-as (Alpok–Adria) autópálya a tó nyugati partja mentén halad, egy szakaszát a Faèit-hegy alatt fúrt alagúton át vezették, ezzel szomszédos szakasza a tó északnyugati medencéje fölött, egy autópálya-viadukton keresztül halad.
Az 1980-as évektől több intézkedést tettek az tó idegenfogalmi vonzerejének növelésére. A tó körül  új utak, szálláshelyek, kikötők, vízisportközpontok létesültek. A tó völgyében új kerékpárutakon és jelzett túrautakon lehet kirándulni. A keleti parton, a Simeone-hegy lábánál, Internappo és Bordano községek között egy különleges „Pillangó-tanösvény” (Lena delle farfalle.) vezet a bordanói „Pillangó-házba” (Casa delle farfalle), ahol a környezettudatos természetjárásról rendeznek kiállításokat, előadásokat.

## Kapcsolódó információk
- Furio Bianco – Aldino Bondesan – Paolo Paronuzzi – Michele Zanetti – Adriano Zanferrari. Il Tagliamento (olasz nyelven). Udine: Università di Udine (2006). ISBN 88-8314-372-8